# 크립트

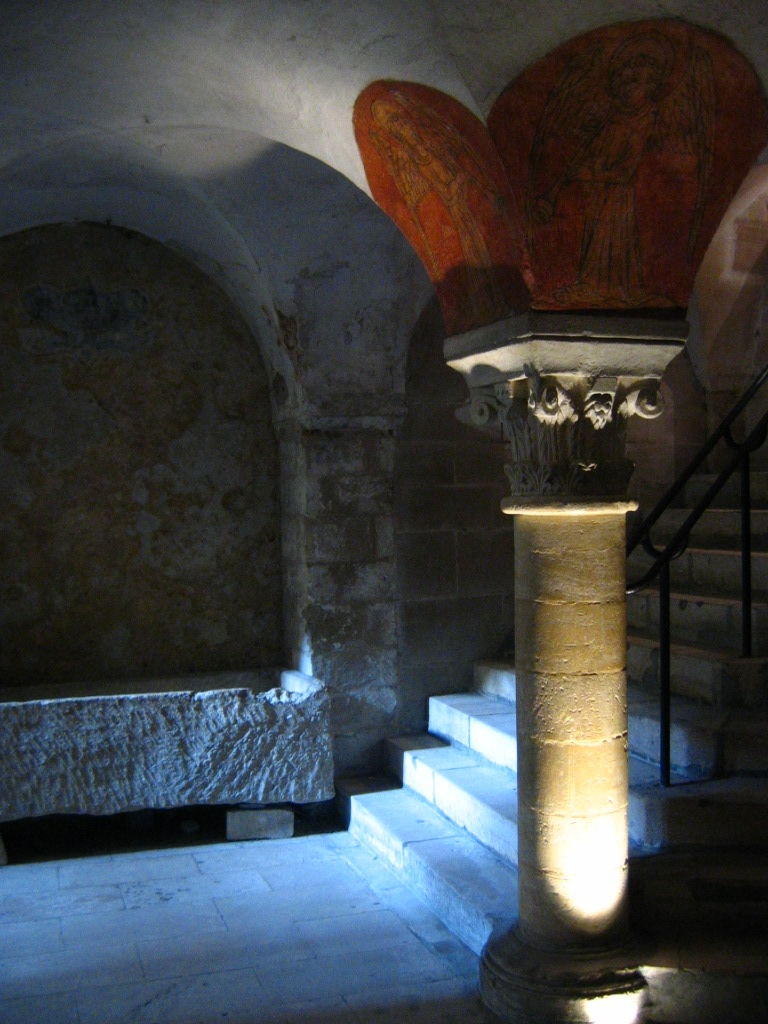
프랑스 바이유의 크립트

크립트(crypt)는 성당이나 교회의 지하에 있는 석조의 방이나 지하실이다. ‘Crypt’라는 명칭은 라틴어의 Crypta, 그리스어 Kryptē에서 유래하였다. 보통 예배당이나 납골당으로 이용되며, 성인이나 고위 성직자 등의 석관이나 관, 유물 등이 있다.

## 정의
석실을 지상에 배치하기 위하여 성당 건물의 본체를 2층 이상으로 짓는 것은 드물고, 독일의 성 미카엘 성당 등이 알려져 있다. 크립트는 일반적으로 애프스 아래에 만들어지지만, 네이브 아래에 위치할 수도 있다. 기독교 역사의 초기, 특히 알제리의 오를레앙 스빌과 제미라, 콘스탄티노플의 뷰잔티온에 있는 세인트 존의 공방에서 그 원형을 볼 수 있다. 샤를 마뉴의 지배 아래 서유럽에서 사용되기 시작하여 퍼져나갔다. 고딕 시대에는 석실 무덤의 양식은 거의 지어지지 않게 되었다.

## 같이 보기
- 사르코파구스
- 분구묘